# Scott Fahlman
Scott Elliot Fahlman (Medina, 21 marzo 1948) è un informatico statunitense.
Ha conseguito il dottorato di ricerca presso il MIT nel 1977 ed è attualmente professore di informatica alla Carnegie Mellon University. È noto per aver creato l'emoticon, che ha usato per la prima volta in un messaggio inviato a una bacheca elettronica della Carnegie Mellon nel settembre del 1982, proponendo di usare le "faccine" per distinguere post seri da messaggi più scherzosi.
Questo è il post originale:
| 19-Sep-82 11:44 Scott E Fahlman :-) From: Scott E Fahlman I propose that the following character sequence for joke markers: :-) Read it sideways. Actually, it is probably more economical to mark things that are NOT jokes, given current trends. For this, use :-( |

Il post, che era stato perduto, è stato cercato e ritrovato in rete nel 2002 da un team di informatici esperti per convalidare il primato di Fahlman, ancora in discussione.